# Skalité
Skalité é um município da Eslováquia, situado no distrito de Čadca, na região de Žilina. Tem 33,16 km² de área e sua população em 2018 foi estimada em 5.265 habitantes.

## Demografia
| Ano:        | 1994 | 2004   | 2014   | 2024   |
| ----------- | ---- | ------ | ------ | ------ |
| Broj ljudi: | 4947 | 5065   | 5247   | 5274   |
| Razlika:    |      | +2,38% | +3,59% | +0,51% |

| Ano:               | 2023 | 2024   |
| ------------------ | ---- | ------ |
| Número de pessoas: | 5261 | 5274   |
| Diferença:         |      | +0,24% |